# Juan Sebastián Elcano

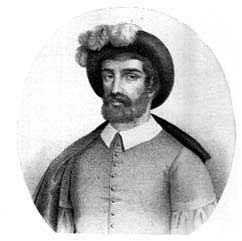
Fiktives Porträt des Juan Sebastián de Elcano (Historia de la Marina Real Española, 1854)

Route der Weltumsegelung Magellans und Elcanos

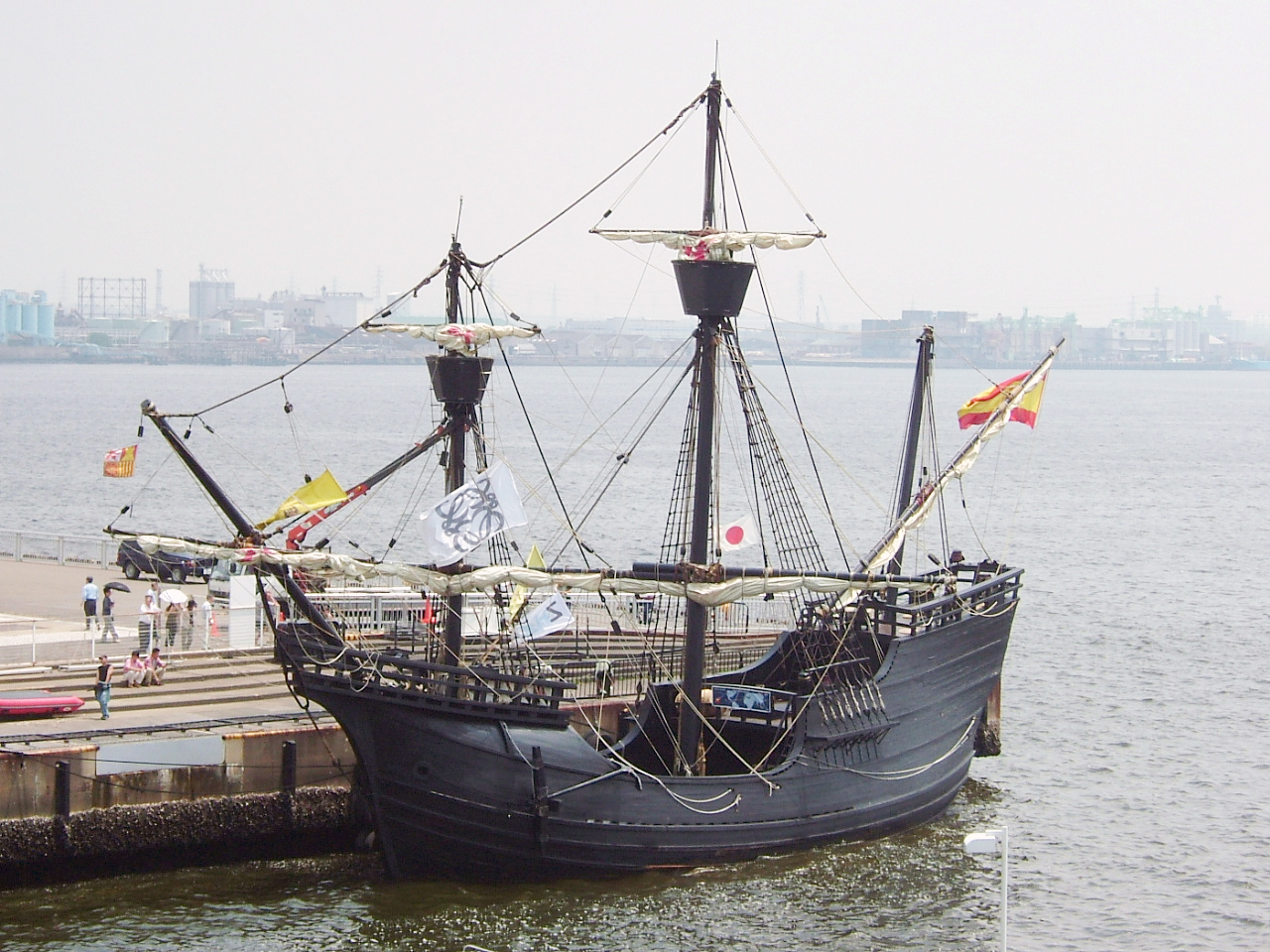
Nachbau der Victoria

Juan Sebastián Elcano (auch Juan Sebastián Del Cano oder Juan Sebastián de Elcano) (* 1486/1487 in Getaria (Provinz Gipuzkoa); † 4. August 1526 auf See) war ein spanischer Seefahrer und Entdecker. Ihm und seiner Mannschaft gelang die erste Weltumsegelung, indem er die nicht als solche geplante Reise von Ferdinand Magellan vollendete.

## Leben
Juan Sebastián Elcano wurde als Sohn von Domingo Sebastián Elcano und Catalina del Puertodiente geboren. Er hatte drei Brüder: Domingo, Martín Pérez und Antón Martín. 1509 nahm er unter dem Kommando des Kardinals Francisco Jiménez de Cisneros am Kriegszug gegen Algier und Oran teil. Unter dem Befehl von Gonzalo Fernández de Córdoba y Aguilar kämpfte er in Italien. Später siedelte er nach Sevilla um und wurde Kapitän eines Handelsschiffes. Als er sein Schiff zur Rückzahlung von Schulden an genuesische Bankiers verkaufte, verstieß er jedoch gegen spanisches Recht. Um von seinem König begnadigt zu werden, verpflichtete er sich als Offizier bei Ferdinand de Magellans Expedition zu den Gewürzinseln, den sogenannten Indias Orientales (Molukken).
Als Schiffsmeister auf der Concepción, dem mit 90 Tonnen drittgrößten Schiff der Armada, hatte Elcano zunächst eine untergeordnete, jedoch nautisch wichtige Position. Kapitän war Gaspar de Quesada, der Navigator João Lopes Carvalho. Die Reise begann am 20. September 1519 in Sanlúcar de Barrameda und führte über die Kanaren im Atlantik an der südamerikanischen Küste entlang zum von Magellan vermuteten Paso, einer Meeresstraße nach Westen. Wegen zunehmender Wetterunbilden im Südwinter der hohen Breiten entschloss sich Magellan im März 1520 in der Mündung des Flusses Río San Julián zur Überwinterung. Die Unzufriedenheit mit der Lebensmittelrationierung ließ die spanischen Kapitäne aufbegehren, an ihrer Meuterei im Puerto San Julián nahm auch Elcano teil. Nach deren Scheitern wurde er degradiert und tauchte auch nicht mehr in den offiziellen Aufzeichnungen auf.
Nach Magellans Tod am 27. April 1521 auf der Insel Mactan (Philippinen) und der Ermordung seiner Nachfolger Juan Serrano und Duarte Barbosa vier Tage später wurde der bisherige Lotse João Lopes Carvalho zum Oberbefehlshaber gewählt, jedoch bald wegen Unfähigkeit von den Besatzungen wieder abgesetzt. Die kaum mehr fahrtaugliche Concepción wurde auf der Insel Bohol aufgegeben, von den verbliebenen zwei Schiffen übernahm nun Elcano das Kommando über die Victoria. Nach einer Irrfahrt durch die indonesische Inselwelt segelten die beiden Naos mit Hilfe einheimischer Lotsen zu den Molukken. Sie erreichten am Freitag, dem 8. November 1521 um drei Uhr nachmittags, die Insel Tidore und danach die Nachbarinsel Ternate. Nach einmonatiger Rastzeit, in der Gewürznelken und Muskatnüsse als Gewürzladung an Bord genommen wurde, traten die Schiffe die Heimreise an. 
Die leckgeschlagene Trinidad musste jedoch zum Kalfatern zurückbleiben. Die nun auf sich allein gestellte Victoria begab sich unter Elcanos Führung am 11. Februar 1522 von Timor aus um das Kap der Guten Hoffnung (6. Mai) zurück nach Spanien. Portugiesische Stützpunkte wurden vermieden, da seit dem Vertrag von Tordesillas spanischen Schiffen das Befahren der östlichen Hemisphäre verboten war. Verdorbenes Fleisch und Nahrungsmangel führten zum Skorbut, die Besatzung büßte dabei 21 Mann ein. Eine durch Stürme erzwungene Landung an der Fischbucht Südafrikas konnte die Nahrungsvorräte nicht verbessern. Rumpf und Takelage nahmen in Stürmen schweren Schaden, Fockmast und Fockrahe zerbarsten, zuletzt musste unablässig gelenzt werden. Bei einem Versuch, auf den Kapverdischen Inseln Nahrung einzuhandeln, schöpften die dortigen Portugiesen Verdacht und nahmen 13 Besatzungsmitglieder gefangen. Elcano blieb nur die Flucht. Am 6. September 1522 langte er mit verbliebenen 17 Mann im Ausgangshafen Sanlúcar de Barrameda an, zwei Tage später ging die Victoria in Sevilla vor Anker. Elcano begab sich nach Valladolid und wurde dort von Kaiser Karl V. gebührend empfangen: Er wurde von diesem in den Ritterstand erhoben und bekam außerdem ein Wappen verliehen (zwei gekreuzte Zimtstäbe mit Muskatnüssen und Gewürznelken füllen den inneren Schild und ein Helm, der die Erdkugel trägt, überhöht es) mit der lateinischen Inschrift Primus circum dedisti me (Als Erster hast du mich umfahren).

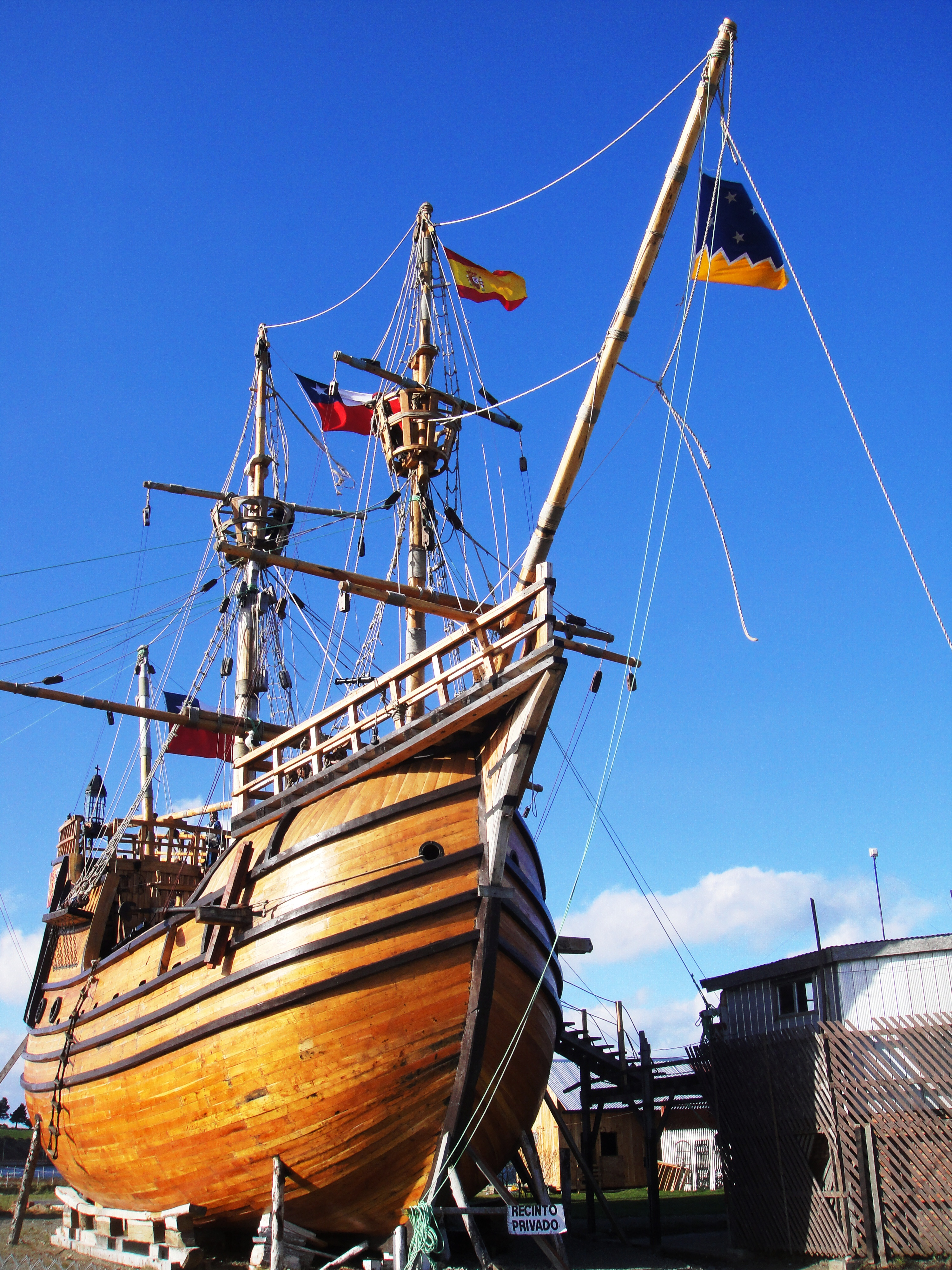
Nachbau der Nao Victoria im Museo Nao Victoria in Punta Arenas, Chile

Hierzu verfasste der italienische Begleiter und Chronist der Reise, Antonio Pigafetta, eine Reisebeschreibung, in der er Elcano nicht einmal erwähnt. Es wird vermutet, dass Pigafetta wegen Elcanos Beteiligung an der Meuterei Groll gegen ihn hegte und er daher den ganzen Ruhm Magellan zuschrieb, da er diesem treu ergeben war und ihn bewunderte. Diesem Umstand, und weil er selbst kein Buch schrieb oder veröffentlichte, ist es zuzuschreiben, dass Elcano wenig bekannt ist. Er kümmerte sich danach noch um eine neue Expedition zu den Molukken.
Er lebte darauf zeitweilig in Valladolid, wo aus einem Verhältnis mit María de Vidaurreta eine Tochter hervorging. Am 24. Juli 1525 ging Elcano im Hafen von Portugalete erneut auf Fahrt, diesmal unter dem Kommando von García Jofre de Loaísa. Auf dieser Reise starben zunächst Loaísa am 30. Juli 1526 und schließlich Elcano im Pazifischen Ozean auf dem Wege zu den Molukken am 4. August desselben Jahres an Unterernährung.
Der Streit zwischen Portugal und Spanien um den Besitz der Molukken wurde 1529 im Vertrag von Saragossa geschlichtet. Die Route durch die Magellanstraße war viel zu gefährlich, um als Handelsroute erfolgreich zu sein, weswegen Karl V. die Inseln für 350.000 Dukaten an Portugal verkaufte. Es stellte sich später heraus, dass er damit gut gefahren war, denn nach dem immer noch geltenden Vertrag von Tordesillas lagen die Molukken in der portugiesischen Erdhälfte.

## Wirkung
Bis zum Ende ihrer Fahrt wurde täglich die annähernd exakte Position notiert. Nachdem sie wieder nach Sevilla zurückgekehrt waren, fiel ihnen auf, dass sie einen Tag „verloren“ hatten. Das war der schlussendliche Beweis, dass die Erde rund ist und im All rotiert.

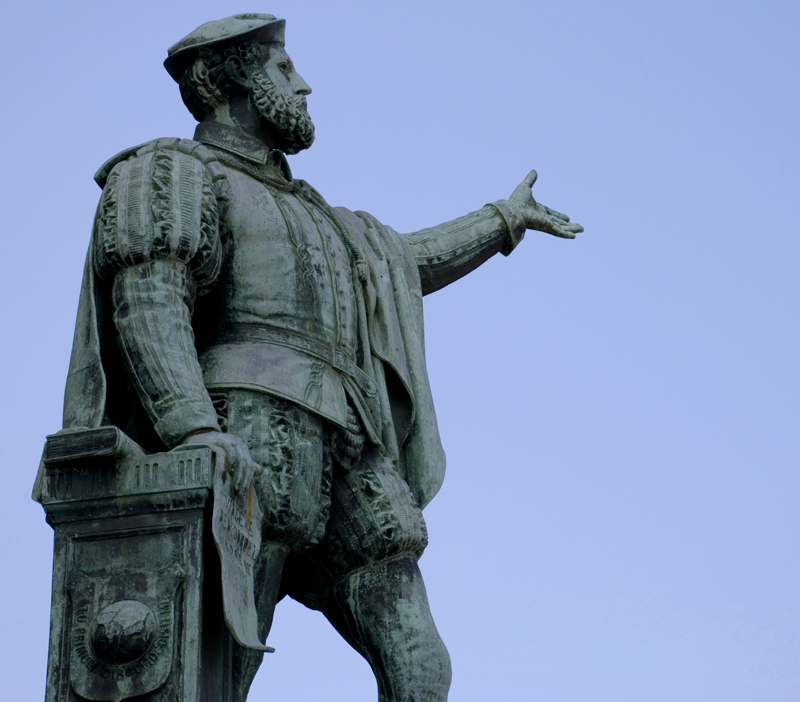
Elcano-Statue in Getaria

Nach Elcano ist das Segelschulschiff Juan Sebastián de Elcano der Armada (der spanischen Marine) benannt sowie der Asteroid (3060) Delcano.
Eine im Jahr 1801 in Getaria errichtete Statue Elcanos wurde 1935 durch Bombardement zerstört, 1961 auf Provinzialkosten aber wieder errichtet.
Im Jahr 2001 wurde das außenpolitische königliche Elcano-Institut (Real Instituto Elcano) nach ihm benannt. Es soll „die Interessen Spaniens und der Spanier in der internationalen Gesellschaft untersuchen und die Ergebnisse der Gesellschaft zur Verfügung stellen“, heißt es in der Beschreibung des Instituts. Dabei spielen vor allem die diplomatischen Beziehungen Spaniens im engeren Sinne, aber auch globale Prozesse wie die Entwicklung und die Ursachen von Migrationsströmen und die Energieversorgung eine Rolle.